# Legiunile Cehoslovace

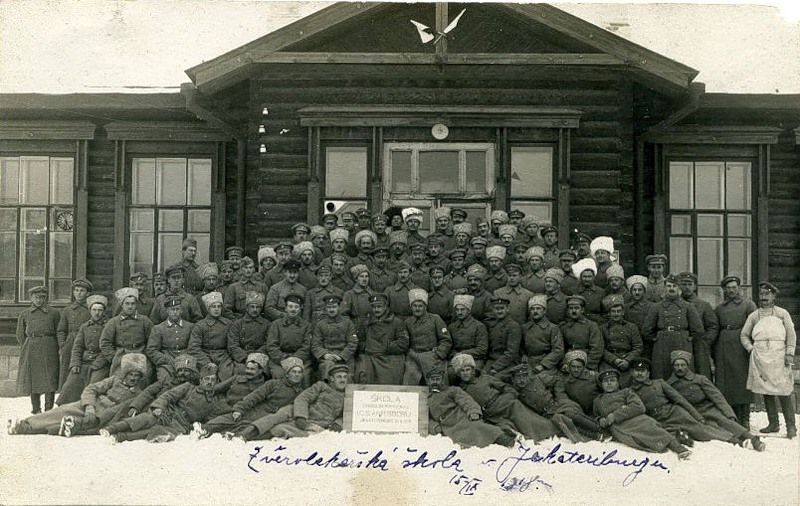
În Ekaterinburg, 1918

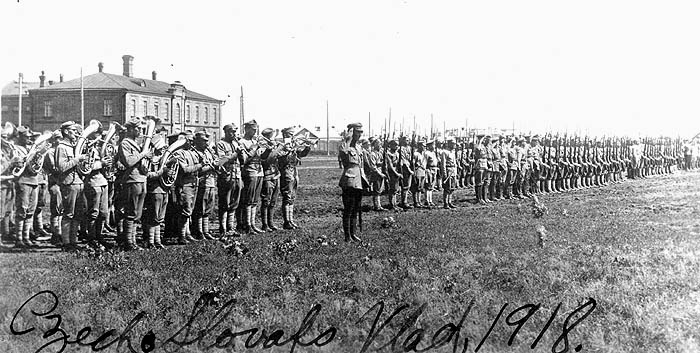
Trupele cehoslovace în Rusia, 1918

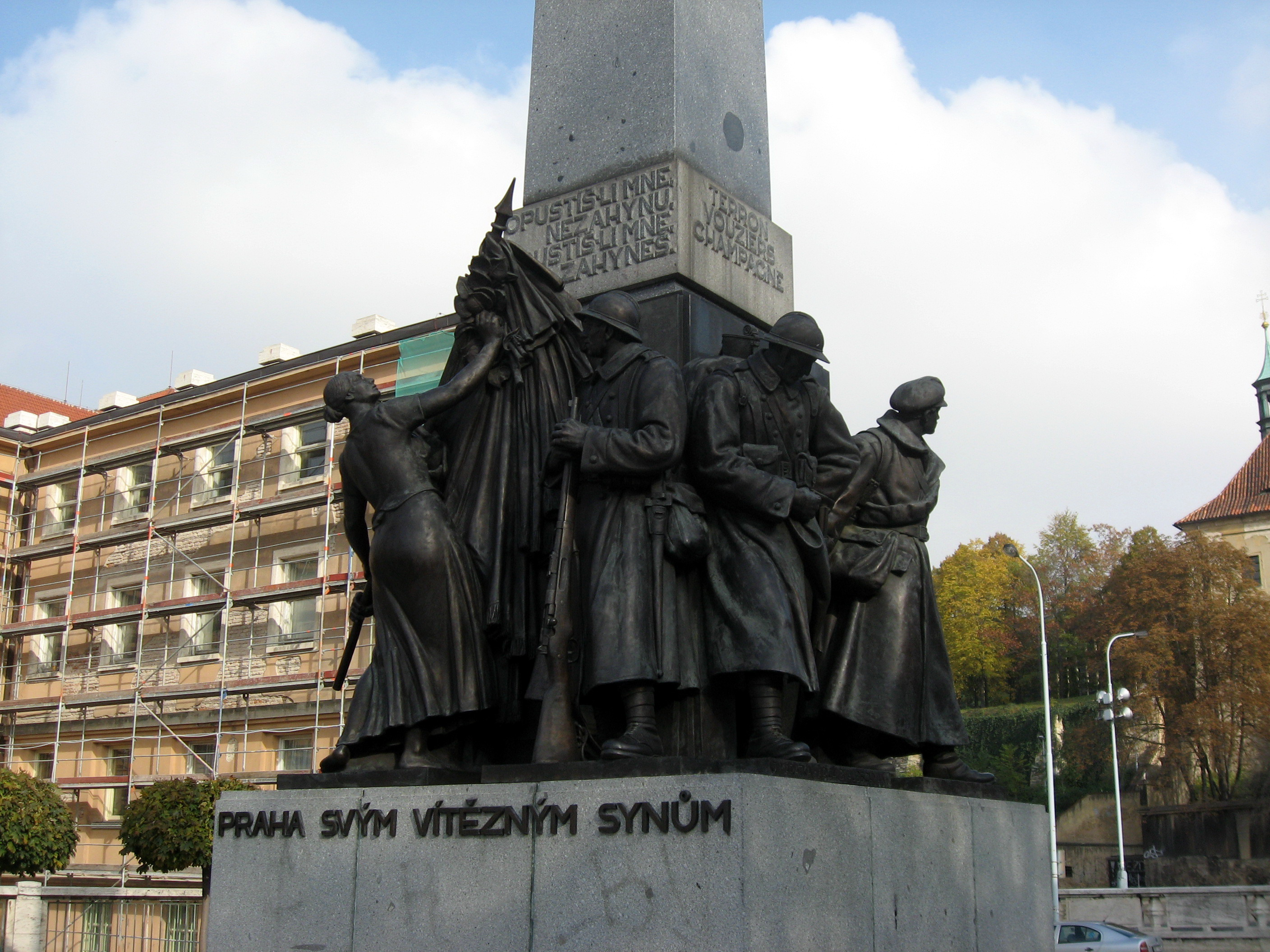
Monumentul „Praga pentru fiii ei victorioși” destinată Legiunii Cehoslovace în Piața Palacký

Legiunile Cehoslovace (în cehă și slovacă Československé Legie) au fost forțe armate compuse în principal din cehi și slovaci care au luptat împreună cu puterile Antantei în timpul primului război mondial. Scopul lor a fost de a câștiga sprijinul aliaților pentru independența Boemiei și Moraviei de la Imperiul Austriac și a teritoriilor slovace din Regatul Ungariei care alcătuiau împreuna Imperiul Austro-Ungar. Cu ajutorul intelectualilor emigranți și al unor politicieni precum Tomáš Garrigue Masaryk sau Milan Rastislav Stefanik, Legiunile Cehoslovace au format o forță de zeci de mii de soldați.
În Rusia, au luat parte la mai multe lupte precum bătălia de la Zborov sau bătălia de la Bahmaci împotriva Puterilor Centrale și au fost puternic implicate în războiul civil rus în lupta împotriva bolșevicilor, uneori controlând întreaga cale ferată transsiberiană și mai multe orașe importante din Siberia.
Inițial ca o forță formată exclusiv din voluntari, aceste formațiuni au fost mai târziu consolidate de cehii și slovacii luați prizonieri de război sau de dezertorii din armata austro-ungară. Majoritatea legionarilor au fost cehi, cu un număr de slovaci, care au cu constituit la un timp dat: 7,4% din forța armată a Rusiei, 3% din a Italiei și 16% din cea Franței, în perioada respectivă.

## Legături externe
- Czech & Slovak Legion in Siberia
- Czechoslovak legions Memorial Arhivat în 30 septembrie 2011, la Wayback Machine.
- Czechoslovak legions
- Czechoslovak legions 1914–1920 Arhivat în 18 iulie 2007, la Wayback Machine.
- Article about the legionnaires in France cs
- Hărțile Europei Arhivat în 16 martie 2015, la Wayback Machine. și Rusiei Arhivat în 15 ianuarie 2013, la Wayback Machine. în timpul revoltelor cehoslovace pe omniatlas.com